# Polydoros (Sohn des Kadmos)
Polydoros (altgriechisch Πολύδωρος Polýdōros), ein Sohn des Kadmos und der Harmonia, war König von Theben.
Als Kadmos Theben verließ und nach Illyrien ging, bestieg nicht sein Sohn Polydoros, sondern sein Enkel Pentheus den Thron. Nachdem dieser verstorben war, wurde Polydoros König von Theben. Polydoros heiratete Nykteis, die Tochter des Nykteus, mit ihr hatte er einen Sohn Labdakos. Als Polydoros starb, war Labdakos noch unmündig, so dass Nykteus die Regierungsgeschäfte übernahm.
Polydoros hatte eine Schwester Semele. Diese wurde von Zeus durch einen Blitz erschlagen. Gleichzeitig fiel ein Brett vom Himmel. Aus diesem Brett machte Polydoros ein vergoldetes Bild für Dionysos, den Sohn der Semele, und nannte es Dionysos Kadmeios.